# 浦島
浦島，又譯劬勞浦，是越南南部的一個小島，位於同奈江中，今日屬於同奈省邊和市協和社管轄。
浦島之地原屬柬埔寨，在越南古籍中被稱為東浦（Đông Phố）或農耐大浦（Nông Nại Đại Phố）。此地在南進中扮演重要角色。陳上川、楊彥迪率不願意臣服清朝的部眾投奔廣南，被阮主安置於此。